# Ishy Bilady
Pour les articles homonymes, voir Biladi.
« Vive ma patrie » (en arabe : عِيشِي بِلَادِي, ‘Īshī Bilādī) est l'hymne national des Émirats arabes unis adopté en 1971, à la création du pays. Il a été écrit par Arif Al Sheikh Abdullah Al Hassan en 1971. La musique, a été composée par Mohammed Abdel Wahab elle aussi en 1971. En revanche, les paroles n'ont officiellement été adoptées qu'en 1996.

## Paroles

### Paroles en arabe
| Texte arabe | Romanisation | Transcription API |
| --- | --- | --- |
| عِيشِي بِلَادِي عَاش اتِّحَادُ إِمَارَاتِنَا عِشْتِ لِشَعْبٍ دِينُهُ ٱلْإِسْلَامُ هَدّْيُهُ ٱلْقُرْآنُ حَصَّنْتُكَ بِاسْمِ الله يَا وَطَن بِلَادِي بِلَادِي بِلَادِي بِلَادِي حَمَاكِ ٱلْإِلَهُ شُرُورَ ٱلزَّمَان أَقْسَمْنَا أَنْ نَبْنِيَ نَعْمَل نَعْمَل نُخْلِص نَعْمَل نُخْلِص مَهْمَا عِشْنَا نُخْلِص نُخْلِص دَامْ الْأَمَانُ وَعَاشْ الْعَلَمْ يَا إِمَارَاتِنَا رَمْزْ الْعُرُوبَةِ كُلُّنَا نَفْدِيكِ بِٱلدِّمَاء نُرْوِيكِ نَفْدِيكَ بِٱلْأَرْوَاحْ يَا وَطَن, | ‘Īshī bilādī ‘āsh ittiḥādu imārātinā ‘Ishti li-sha‘bin dīnuhu al-islāmu haddyuhu al-qurạ̄nu Ḥaṣṣantuka bismillah yā waṭan Bilādī bilādī bilādī bilādī Ḥamāki al-ilāhu shurūra az-zamān Aqsamnā an nabniya na‘mal Na‘mal nukhliṣ na‘mal nukhliṣ Mahmā ‘ishnā nukhliṣ nukhliṣ Dām al-amānu wa-‘āsh al-‘alam yā imārātinā Ramz al-‘urūbati kullunā nafdīki bid-dimā’ narwīki Nafdīka bil-arwāḥ yā waṭan | [ʕɪː.ʃiː bi.læː.diː ʕɑːʃ æt.tɪ.ħæː.du ʔi.mɑː.rɑː.ti.næː] [ʕɪʃ.ti li.ʃɑʕ.bɪn diː.nu.hʊ‿l.ʔɪs.læː.mu hædː.ju.hʊ‿l.qʊr.ʔɑː.nu] [ħɑsˁ.sˁɑn.tu.kæ bɪs.mɪl.læh jæː wɑ.tˁɑn] [bi.læː.diː bi.læː.diː bi.læː.diː bi.læː.diː] [ħɑ.mæː.kɪ‿l.ʔi.læː.hu ʃʊ.ruː.rɑ‿z.zæ.mæːn] [ʔɑq.sæm.næː ʔæn næb.ni.jæ nɑʕ.mæl] [nɑʕ.mæl nʊx.lɪsˁ nɑʕ.mæl nʊx.lɪsˁ] [mæh.mæː ʕɪʃ.næː nʊx.lɪsˁ nʊx.lɪsˁ] [dæːm æl.ʔæ.mæː.nu wɑ ʕɑːʃ æl.ʕɑ.læm jæː ʔi.mɑː.rɑː.ti.næː] [rɑmz æl.ʕʊ.ruː.bæ.ti kʊl.lu.næː næf.diː.ki bɪd.di.mæːʔ nɑr.wiː.ki] [næf.diː.kæ bɪl.ʔɑr.wɑːħ jæː wɑ.tˁɑn] |

### Traduction française
Vive mon pays, que l'unité de nos Émirats a vécu
Puisses-tu vivre pour une nation dont la religion est l'Islam et le guide est le Coran
Je t'ai fait fortifié par le nom d'Allah, ma patrie !
Ma patrie, ma patrie, ma patrie, ma patrie,
Qu'Allah te protège contre le mal à travers le temps
Nous avons juré de construire et de travailler
Travailler dur, travailler dur !
Tant que nous vivons, nous allons être sincère !
Que la sécurité dure et que le drapeau soit levé, ô Émirats !
Le symbole de l'Arabisme
Nous nous sacrifions tous pour toi, nous te nourrissons avec notre sang
Nous nous sacrifions pour toi avec nos âmes, ô patrie !